# Козлов, Ефим Михайлович
Ефи́м Миха́йлович Козло́в (1914—1940) — младший лейтенант Рабоче-крестьянской Красной Армии, участник советско-финской войны, Герой Советского Союза (1940).

## Биография
Ефим Козлов родился 25 декабря 1914 года в деревне Староселье.
После окончания четырёх классов школы работал в колхозе.
В 1936 году Козлов был призван на службу в Рабоче-крестьянскую Красную Армию. В 1938 году он окончил курсы младших лейтенантов.
Участвовал в советско-финской войне, будучи командиром взвода 359-го стрелкового полка 50-й стрелковой дивизии 13-й армии Северо-Западного фронта. 23 февраля 1940 года взвод Козлова участвовал в штурме финского укрепрайона в районе реки Салменкайта (ныне — Булатная). Козлову удалось обнаружить финские доты, блокировать два из них и подорвать. В ночь с 26 на 27 февраля он участвовал в захвате трёх финских дотов. В том бою Козлов погиб.
Похоронен в братской могиле близ посёлка Вещево Выборгского района Ленинградской области.

## Награды
Указом Президиума Верховного Совета СССР от 7 апреля 1940 года за «образцовое выполнение боевых заданий командования на фронте борьбы с финской белогвардейщиной и проявленные при этом отвагу и геройство» младший лейтенант Ефим Козлов посмертно был удостоен высокого звания Героя Советского Союза. Также посмертно был награждён орденом Ленина.